# Kamenný Přívoz
Kamenný Přívoz (en allemand : Steinüberfuhr) est une commune du district de Prague-Ouest, dans la région de Bohême-Centrale, en Tchéquie. Sa population s'élevait à 1 442 habitants en 2020.

## Géographie
Kamenný Přívoz est arrosée par la Sázava et se trouve à 4 km au sud de Jílové u Prahy, à 8 km au nord-ouest de Týnec nad Sázavou, à 25 km au sud-sud-est du centre de Prague.
La commune est limitée par Jílové u Prahy et Pohoří au nord, par Krhanice à l'est, par Lešany au sud, et par Krňany à l'ouest.

## Histoire
La première mention écrite de la localité date de 1310.

## Patrimoine
Le viaduc de Žampach (en tchèque : Žampašský most) est un pont ferroviaire construit en 1900 et le plus haut pont en maçonnerie de la Tchéquie (hauteur : 41,7 m).

## Administration
La commune se compose de quatre quartiers :
- Kamenný Přívoz
- Hostěradice
- Kamenný Újezdec
- Žampach